# European Darts Trophy
De European Darts Trophy is een dartstoernooi dat van 2013 tot en met 2018 werd gehouden, als onderdeel van de PDC European Tour. Het vond plaats in diverse Duitse steden, zoals in 2018 in Göttingen. In 2019 stond dit evenement niet meer op de kalender, maar in 2025 keerde het terug.

## Winnaars European Darts Trophy
| Jaar        | Winnaar            | Runner-up          | Score (legs)  | Prijzengeld   | Winnaar       | Runner-up     |
| ----------- | ------------------ | ------------------ | ------------- | ------------- | ------------- | ------------- |
| 2013        | Wes Newton         | Paul Nicholson     | 6 – 5         | £100.000      | £20.000       | £10.000       |
| 2014        | Michael Smith      | Michael van Gerwen | 6 – 5         | £100.000      | £20.000       | £8.000        |
| 2015        | Michael Smith      | Michael van Gerwen | 6 – 2         | £115.000      | £25.000       | £10.000       |
| 2016        | Michael van Gerwen | Mensur Suljović    | 6 – 5         | £115.000      | £25.000       | £10.000       |
| 2017        | Michael van Gerwen | Rob Cross          | 6 – 4         | £135.000      | £25.000       | £10.000       |
| 2018        | Michael van Gerwen | James Wade         | 8 – 3         | £135.000      | £25.000       | £10.000       |
| 2019 – 2024 | Niet gehouden      | Niet gehouden      | Niet gehouden | Niet gehouden | Niet gehouden | Niet gehouden |
| 2025        | Nathan Aspinall    | Ryan Joyce         | 8 – 4         | £175.000      | £30.000       | £12.000       |